# Argel (Armenia)
Argel – wieś w Armenii, w prowincji Kotajk. W 2011 roku liczyła 2501 mieszkańców.